# Caso Kitzmiller contra el Distrito Escolar de Dover

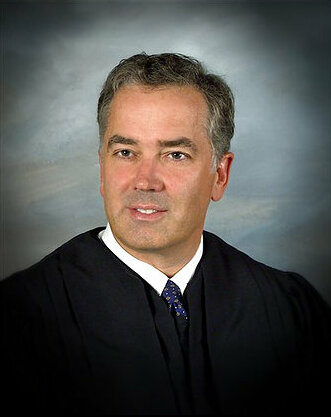
El juez John E. Jones, que presidió el juicio.

Tammy Kitzmiller, y otros contra el Distrito Escolar de Dover, y otros., Caso N.º 04cv2688, fue el primer desafío directo que se realizó en una corte federal de Estados Unidos contra un distrito de escuela pública que exigía la explicación del «diseño inteligente» como una alternativa a la evolución en cuanto a la «explicación sobre el origen de la vida». La parte acusadora tuvo éxito en su planteamiento de que el diseño inteligente es una forma de creacionismo, y que por lo tanto la política del directorio de la escuela violaba la Establishment Clause de la Primera Enmienda a la Constitución de los Estados Unidos.
El juez John E. Jones III dictaminó que "el DI (diseño inteligente) es nada menos que la progenie del creacionismo [...] una visión religiosa, un mero re-etiquetado del creacionismo y no una teoría científica" y concluyó declarando como "inconstitucional enseñar DI como una alternativa a la evolución en un aula de ciencias de una escuela pública." La decisión del juez despertó numerosos comentarios y respuestas tanto de aquellos a favor como en contra.

## Antecedente
El diseño inteligente sostiene la idea que el universo no es tan simple como para ser sólo la obra de la naturaleza. Aquellas personas que creen en el diseño inteligente piensan que una fuerza inteligente debe haber creado las cosas, o por lo menos partes importantes de ellas.

## Juicio
La evolución es la explicación que ofrece la ciencia sobre cómo se desarrollaron los diversos tipos de formas de vida a partir de un comienzo simple. Una escuela en Dover, en el estado de Pensilvania (Estados Unidos), intentó que sus maestros explicaran que el diseño inteligente era mejor que la evolución. Tammy Kitzmiller junto con otros diez padres de alumnos se opusieron a que sus hijos recibieran esta explicación. Presentaron su queja ante el gobierno y se celebró el juicio, donde se falló a su favor.